# Living Sacrifice (album)
Living Sacrifice è il primo album dell'omonima band, pubblicato nel 1991.

## Il disco
"Violence" e "Dealing With Ignorance", rispettivamente prima e ottava traccia dell'album, sono caratterizzate da cambi di velocità, buona tecnica  		compositiva e la presenza di diversi assoli. "Prodigal" è aperta da lente percussione e in seguita mostra tutta la sua potenza, grazie alle chitarre violente. "Second Death" ha un'atmosfera marcatamente buia. "Internal Unrest", "No Grave Concern" e "Phargx Imas" hanno un ritmo più cadenzato. In "Anorexia Spiritual" e "Walls Of Separation" si fa notare il lavoro dietro le pelli di Lance Garvin. "Obstruction", che con i suoi 5 minuti e mezzo di durata costituisce la canzone più lunga dell'album, colpisce per le sue taglienti  			e deliranti note chitarristiche che presto vengono soffocate dall'emergere di altre più "pulite".

## Tracce
1. Violence – 3:14
2. Internal Unrest – 5:25
3. Second Death – 3:52
4. Obstruction – 5:31
5. Walls Of Separation – 4:15
6. Phargx Imas – 3:55
7. No Grave Concern – 4:46
8. Dealing With Ignorance – 5:14
9. Prodigal – 3:44
10. Anorexia Spiritual – 4:42

## Formazione
- DJ - voce, basso
- Lance Garvin - batteria
- Jason Truby - chitarra
- Bruce Fitzhugh - chitarra